# روبرت كلافيل
روبرت كلافيل (15 أكتوبر 1912 - 14 يوليو 1991)، هو مخرج فني فرنسي.

## روابط خارجية
روبرت كلافيل على موقع IMDb (الإنجليزية)
- روبرت كلافيل على موقع قاعدة بيانات الفيلم (الإنجليزية)